# 변금련
《변금련》(Byun Geum-ryun)은 한국에서 제작된 엄종선 감독의 1991년 에로 영화이다. 강리나 등이 주연으로 출연하였고 박태환 등이 제작에 참여하였다.

## 출연

### 주연
- 강리나
- 김희라
- 엄용수

### 조연
- 배수천
- 윤인자
- 남포동
- 정호대
- 곽은경

## 기타
- 원작자: 배금택
- 제작부장: 주종호
- 촬영부: 방수용
- 촬영부: 박영득
- 촬영부: 김승원
- 조명: 손영철
- 조명부: 정민제
- 조명부: 양권모
- 조명부: 한영태
- 연출부: 박영호
- 연출부: 여창호
- 조감독: 유우용
- 녹음: 이성근
- 분장: 정준호
- 분장: 홍동은
- 효과: 양대호